# Jean Vauchel
Jean Vauchel, eigentlich Johannes Cornelius Vauchel, (* 9. März 1782 in Offenbach am Main; † 10. Januar 1856 in Damm (Aschaffenburg)) war ein hauptsächlich in Deutschland tätiger Geigenbauer französischer Abstammung.

## Leben
Vauchel war der Sohn eines französischen Graveurs, eines Emigranten, der mit seiner Familie bald wieder nach Paris zurückkehrte. Dort erlernte der Sohn Vauchel das Geigenbauhandwerk bei einem gewissen Meister Tourte und machte aufgrund seiner Fertigkeiten bald Karriere. So wurde er Hofgeigenmacher bei Napoleons Bruder Jérôme, dem von 1807 bis 1813 in Kassel residierenden König von Westphalen. Weitere Stationen seines Wirkens waren Mainz und Offenbach, 1812 wurde er Hofgeigenmacher beim Großherzog Ferdinand III. von Toscana in Würzburg. Als Würzburg bald darauf bayerisch wurde, stieg er zum königlichen Hofgeigenmacher auf, verblieb aber die nächsten Jahrzehnte in der Stadt.
Im Jahre 1853 verließ er mit seinem Gesellen Würzburg, da er mit den Stadtvätern in Streit geraten war. Er siedelte nach Schweinheim bei Aschaffenburg um, ein Jahr später nach Damm nördlich von Aschaffenburg, wo er zwei Jahre später starb.
Vauchel galt als begnadeter Geigenbauer, aber auch als ein im Umgang schwieriger Mensch. Schon bei Kleinigkeiten geriet er in Zorn. Aus Würzburg zog er weg, weil er aus einem Abbruchhaus ausziehen musste, in Schweinheim hatten Kinder seine Tauben beschossen, und in Damm wollte er auch nicht beerdigt werden. Sein Grab befindet sich heute auf dem Altstadtfriedhof in Aschaffenburg.